# О-Галле (округ Данн, Вісконсин)
О-Галле (англ. Eau Galle) — місто (англ. town) в США, в окрузі Данн штату Вісконсин. Населення — 765 осіб (2020).

## Демографія
Згідно з переписом 2010 року, у місті мешкало 757 осіб у 315 домогосподарствах у складі 225 родин. Було 357 помешкань
Расовий склад населення:
| - 97,5 % — білих - 0,3 % — чорних або афроамериканців - 0,3 % — азіатів - 0,1 % — вихідців з тихоокеанських островів - 0,1 % — корінних американців - 1,1 % — осіб інших рас |

До двох чи більше рас належало 0,7 %. Частка іспаномовних становила 2,0 % від усіх жителів.
За віковим діапазоном населення розподілялося таким чином: 19,6 % — особи молодші 18 років, 60,5 % — особи у віці 18—64 років, 19,9 % — особи у віці 65 років та старші. Медіана віку мешканця становила 44,6 року. На 100 осіб жіночої статі у місті припадало 108,5 чоловіків;  на 100 жінок у віці від 18 років та старших — 114,4 чоловіків також старших 18 років.
Середній дохід на одне домашнє господарство  становив 73 210 доларів США (медіана — 62 679), а середній дохід на одну сім'ю — 83 564 долари (медіана — 69 808). Медіана доходів становила 47 417 доларів для чоловіків та 40 278 доларів для жінок. За межею бідності перебувало 4,8 % осіб, у тому числі 9,3 % дітей у віці до 18 років та 6,2 % осіб у віці 65 років та старших.
Цивільне працевлаштоване населення становило 395 осіб. Основні галузі зайнятості: виробництво — 19,7 %, сільське господарство, лісництво, риболовля — 19,5 %, освіта, охорона здоров'я та соціальна допомога — 17,0 %.